# Maison à pans de bois à Clamecy
La maison à pans de bois (de la Tour) est une demeure particulière construite au XVIe siècle dans la ville de Clamecy, dans le département français de la Nièvre.
Sa façade à pans de bois et sa toiture sont inscrites comme monuments historiques en 1927.

## Localisation
Le maison se trouve sur le côté sud de la collégiale Saint Martin, au cœur de la vieille ville , et confère ainsi certains attraits touristiques.

## Histoire et description
La construction de cet édifice date du XVIe siècle.
Les façades et la toiture de cette maison sont inscrites comme monuments historiques par arrêté du 31 mai 1927. Aux XVII-XIXe siècles, sa façade est intégralement recouverte d'enduit . Une restauration ultérieure remet au jour ses pans de bois. Contrairement à la majeure partie des maisons à pans de bois, celle-ci à l'exception de posséder une sculpture d'une tête située à l'extrémité d'une poutre,.
La maison présente un rez-de-chaussée, avec un Escalier à vis en pierre de taille; et deux étages recouvrant le porche.
Cette maison a vu naître une famille Balzac, mais qui n'a aucune attache avec le célèbre auteur. Elle fut propriété au XIXe siècle de la famille Surugues, typographes, puis de familles Forestier et Lachat, clercs de notaires . Cette maison fut ensuite renommée pour avoir été, au début du XXe siècle, la boutique d'Edmond Satin, marchand d'instruments de musique, éditeur des cartes postales de la marque EDSA et "figure" de Clamecy, avant de devenir propriété de la famille de Kilien Stengel. Elle est intitulée Maison Stengel, dans les années 1990 par les services du patrimoine.

## Pour en savoir plus